# Региональные настройки (программирование)
Региональные настройки, региональный стандарт, региональные параметры, параметры региона (проф. жарг. лока́ль от англ. locale, /lɔ.kal/ или /ləuˈkɑ:l/) — набор параметров, определяющий региональные настройки пользовательского интерфейса, такие как язык, страна, часовой пояс, набор символов, формат вывода даты, времени, используемая денежная единица и пр.
Установка региональных параметров является частью большого процесса локализации. При этом изменение региональных настроек часто доступно конечному пользователю системы без перепрограммирования программного обеспечения (ПО), в отличие от перевода сообщений пользовательского интерфейса, который часто требует изменения программного кода разработчиками ПО.
Идентификатор региональных параметров может быть определён несколькими способами:
- В Win32 API он называется LCID и представляет собой число — например, 1033 для английского языка (США) или 1049 для русского (Россия).
- В XML, Microsoft .NET и Java, а также в других окружениях, поддерживающих Unicode, он обозначается согласно RFC 3066 или его преемникам. Обычно используются коды ISO 639 и ISO 3166-1 alpha-2. В частности, в .NET используется строка «ru-RU» для России и «en-US» для США.
- В Unix, Linux и других платформах POSIX он определяется подобно RFC 3066, но варианты настроек определяются по другому — набор символов также включается в идентификатор. Таким образом, он имеет следующий вид: [language[_territory][.codeset][@modifier]], например ru_RU.UTF-8. Существует особое имя для региональных настроек POSIX: C — нейтральное значение по умолчанию, C.UTF-8 — для новых POSIX-систем с поддержкой UTF-8. Для управления региональными настройками существует команда locale.